# Forever (Code Orange)
Forever è il terzo album in studio del gruppo musicale statunitense Code Orange, pubblicato nel 2017.

## Tracce
1. Forever – 3:07
2. Kill the Creator – 2:26
3. Real – 3:07
4. Bleeding in the Blur – 4:04
5. The Mud – 4:10
6. The New Reality – 2:03
7. Spy – 3:22
8. Ugly – 3:09
9. No One Is Untouchable – 2:23
10. Hurt Goes On – 4:00
11. dream2 – 3:03

## Formazione
- Eric Balderose – chitarra, voce, sintetizzatore
- Joe Goldman – basso
- Reba Meyers – chitarra, voce
- Jami Morgan – batteria, voce